# 목성 LI

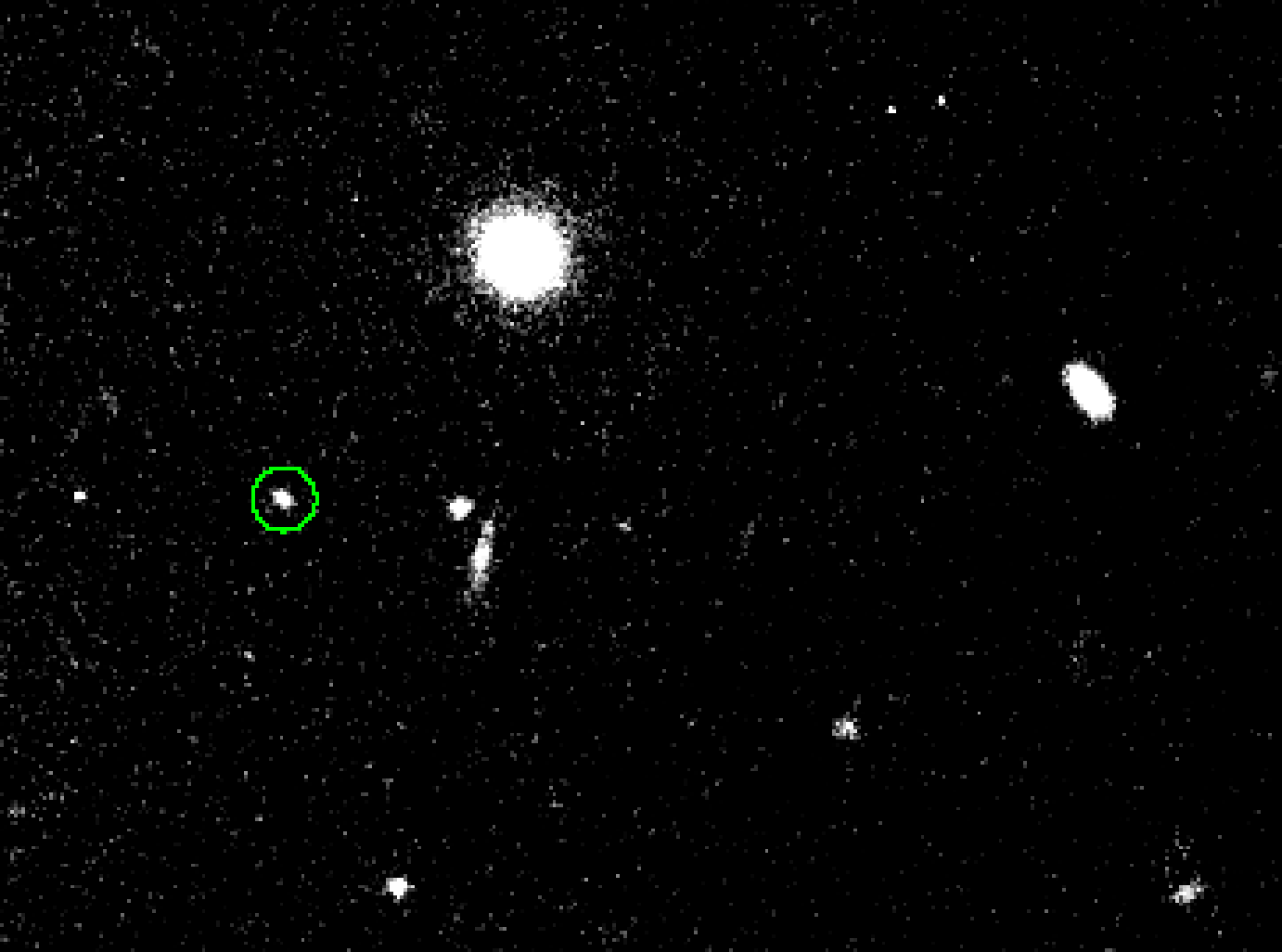

목성 LI(Jupiter LI)은 목성의 위성으로, 2010년 발견되어 임시 명칭 S/2010 J 1이 붙었다. 2015년 3월 위성 발견이 공인되어 로마자 번호가 부여되었으나, 아직 이름은 붙지 않아 번호로 불리고 있다.

## 발견
목성 LI는 2010년 9월 7일 로버트 제이콥슨, 마리나 브로조비치, 브레트 글래드맨, 마이크 알렉산더슨이 캘리포니아의 팔로마 천문대의 5.1 m 헤일 망원경을 사용해 발견하였다. 발견 당시의 임시 명칭은 S/2010 J 1 이었으며, 5년 후 번호가 부여되어 "목성 LI"가 되었다. 특별한 이름은 아직 붙지 않았다.

## 궤도
목성 LI는 목성에서 약 2300만 km 떨어진 곳을 돌며, 공전 주기는 약 2년이다. 역행 위성이며, 위성군은 카르메 군에 속한다.

## 물리적 성질
다른 위성들처럼 반사율을 0.04로 추정하면, 목성 LI의 겉보기등급에서 위성의 지름이 약 2 km가량 된다는 결과가 나온다. 다른 천체들처럼 주요 구성성분이 규질 암석이라고 추정되며, 이 경우 밀도는 약 2.6 g/cm3이다.
이 이외에는 위성에 대해 밝혀진 사실이 없다.